# Rio Burdea (Vedea)
O Rio Burdea é um rio da Romênia, afluente do Rio Vedea, localizado nos distritos de Argeş e Teleorman.